# 대한민국 민법 제959조
대한민국 민법 제959조는 위임규정의 준용에 대한 민법 친족법 조문이다.

## 조문
제959조(위임규정의 준용) 제691조, 제692조의 규정은 후견의 종료에 이를 준용한다.

## 같이 보기
- 대한민국 민법 제691조
- 대한민국 민법 제692조